# ورونیکا ویتنبرگ
ورونیکا ویتنبرگ (به انگلیسی: Veronika Vitenberg) ژیمناست زادهٔ ۹ سپتامبر ۱۹۸۸ میلادی اهل کشور اسرائیل است.